# جيفري كلوغر
جيفري كلوغر (بالإنجليزية: Jeffrey Kluger) (و. 1954  م) هو مؤلف، وصحفي، وكاتب، ومحامي، ومحرر، وكاتب سيناريو أمريكي.

## وصلات خارجية
- جيفري كلوغر على موقع IMDb (الإنجليزية)
- جيفري كلوغر على موقع قاعدة بيانات الفيلم (الإنجليزية)

- جيفري كلوغر في قاعدة بيانات الأفلام على الإنترنت